# Арес I-Y
«Арес I-Y» — пробный полёт по программе доводки ракеты-носителя «Арес I». Полезная нагрузка для пробного полёта была схожа запланированной для «Арес I». Запуск был назначен на сентябрь 2013 года, но был отменён вместе со всех космической программой «Созвездие».
Пробный полёт должен был производить пятисегментный ракетный ускоритель с реальной верхней ступенью и макетом ракетного двигателя J-2. Целью полёта предполагалось опробование на большой высоте стартовой спасательной системы с «болванкой» капсульного корабля «Орион».